# Stefan Piechocki

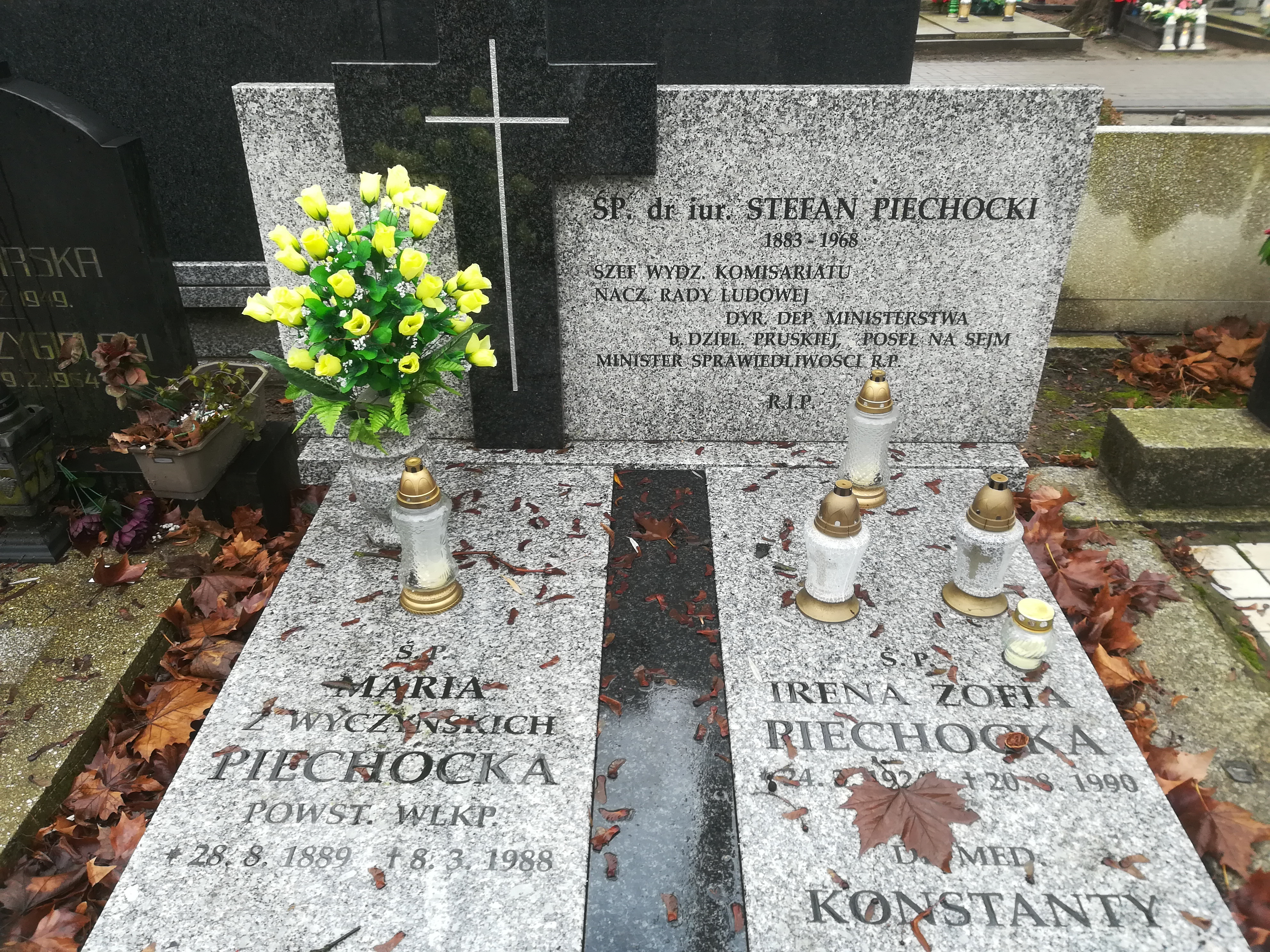
Grób na cmentarzu Górczyńskim

Stefan Piechocki (ur. 2 sierpnia 1883 w Czekanowie, zm. 19 sierpnia 1968 w Kościanie) – polski adwokat, polityk, minister sprawiedliwości, poseł na Sejm I kadencji w II RP.

## Życiorys
Ukończył gimnazjum w Trzemesznie, a następnie studiował na uniwersytetach w Berlinie i Getyndze. Uzyskał tytuł naukowy doktora nauk prawnych. Zamieszkał w Wągrowcu i tam pracował jako adwokat. W latach 1919–1933 prowadził w Poznaniu kancelarię adwokacką, a następnie notarialną. W Poznaniu był radnym miejskim.
W latach 1919–1922 pracował w Ministerstwie b. dzielnicy pruskiej. Na początku lat 20. był dyrektorem departamentu w Ministerstwie Spraw Wewnętrznych. Od 20 listopada 1925 do 14 maja 1926 był ministrem sprawiedliwości w rządach Aleksandra Skrzyńskiego i Wincentego Witosa.
W latach 1922–1927 był posłem na Sejm II RP. Był członkiem klubu Chrześcijańsko-Narodowego Stronnictwa Pracy. Był członkiem Towarzystwa Miłośników Miasta Poznania.
W 1949 został oskarżony o przestępstwo finansowe i skazany na więzienie; po rewizji sprawa została umorzona.
Został pochowany na cmentarzu Górczyńskim w Poznaniu (kwatera ILb1-1-4).

## Ordery i odznaczenia
- Krzyż Oficerski Orderu Odrodzenia Polski (2 maja 1922)[3][4]